# MV Bianca C.
El MV Bianca C. fue un buque de pasajeros que se hundió en dos ocasiones, la primera en Francia antes de ser terminado, y la segunda tras una explosión e incendio frente a la isla de Granada.

## Historia de servicio
Construido durante la Segunda Guerra Mundial en el astillero de La Ciotat, ciudad de la costa sur de Francia, el buque fue botado por primera vez en junio de 1944 con el nombre de Maréchal Pétain. La construcción aún no había concluido, por lo que el buque fue remolcado a Port de Bouc, cerca de Marsella, donde fue hundido por los alemanes en agosto. Cuando se levantó el casco, fue rebautizado como La Marseillaise y remolcado a Tolón antes de ser devuelto a La Ciotat para ser remodelado como crucero. Cuando se completó la remodelación en julio de 1949, zarpó hacia Yokohama. 
En 1957, el buque fue bautizado con el nombre de Arosa Sky tras su venta a la compañía panameña Arosa Line. Fue remodelado de nuevo y se convirtió en el buque insignia de la compañía. Fue fletado por la organización de intercambio American Field Service para transportar estudiantes entre Estados Unidos y Europa. En dos años, Arosa Line se vio obligada a vender el buque a Costa Line, una compañía italiana también conocida como Linea C. Tras esa venta en 1959, el buque fue rebautizado como Bianca C. (el segundo buque de Costa C. así bautizado) en honor a una de las hijas del propietario, y fue reformado de nuevo. La ruta principal del Bianca C. iba de Italia a Venezuela, con escalas en el mar Caribe.

### Hundimiento
En octubre de 1961, el buque realizaba un viaje de Nápoles a La Guaira, Venezuela. El 22 de octubre, atracó frente a la isla de Granada cuando se produjo una explosión en la sala de máquinas a primeras horas de la mañana. Un tripulante murió en el acto y otros ocho resultaron heridos. Al declararse el incendio, unos 700 pasajeros y tripulantes se apresuraron a abandonar el barco, mientras los pescadores y propietarios de barcos granadinos, despertados por el ruido de la explosión, cerca del puerto de St. 
Los supervivientes fueron trasladados a la capital, donde se establecieron apresuradamente hospitales improvisados para proporcionarles cobijo y alimentos. Como Granada no disponía del equipo necesario para sofocar un incendio de tal magnitud, se envió una petición de ayuda, que fue recibida por la fragata británica HMS Londonderry en Puerto Rico. El Londonderry tardó dos días en llegar, y para entonces el Bianca C. había empezado a hundirse. El buque en llamas se encontraba en el fondeadero principal y bloquearía el puerto si se hundía allí, por lo que un grupo de abordaje del Londonderry subió a bordo del buque en llamas para atar un cabo de remolque. Los cabos del ancla del Bianca C. se quemaron, y hoy las anclas siguen en la bocana del puerto de Saint George. Mientras tanto, el Londonderry se desplazó para remolcar al Bianca C., pero este último barco se escoraba a babor. 
Miles de granadinos observaron desde las montañas cómo avanzaba el remolque durante seis horas, pero el Bianca C. sólo había avanzado tres millas (5 km) cuando empezó una borrasca y se rompió la sirga. El Bianca C. se hundió rápidamente en 50 m de agua, a una milla de la popular playa turística de Grand Anse.

## Pecio

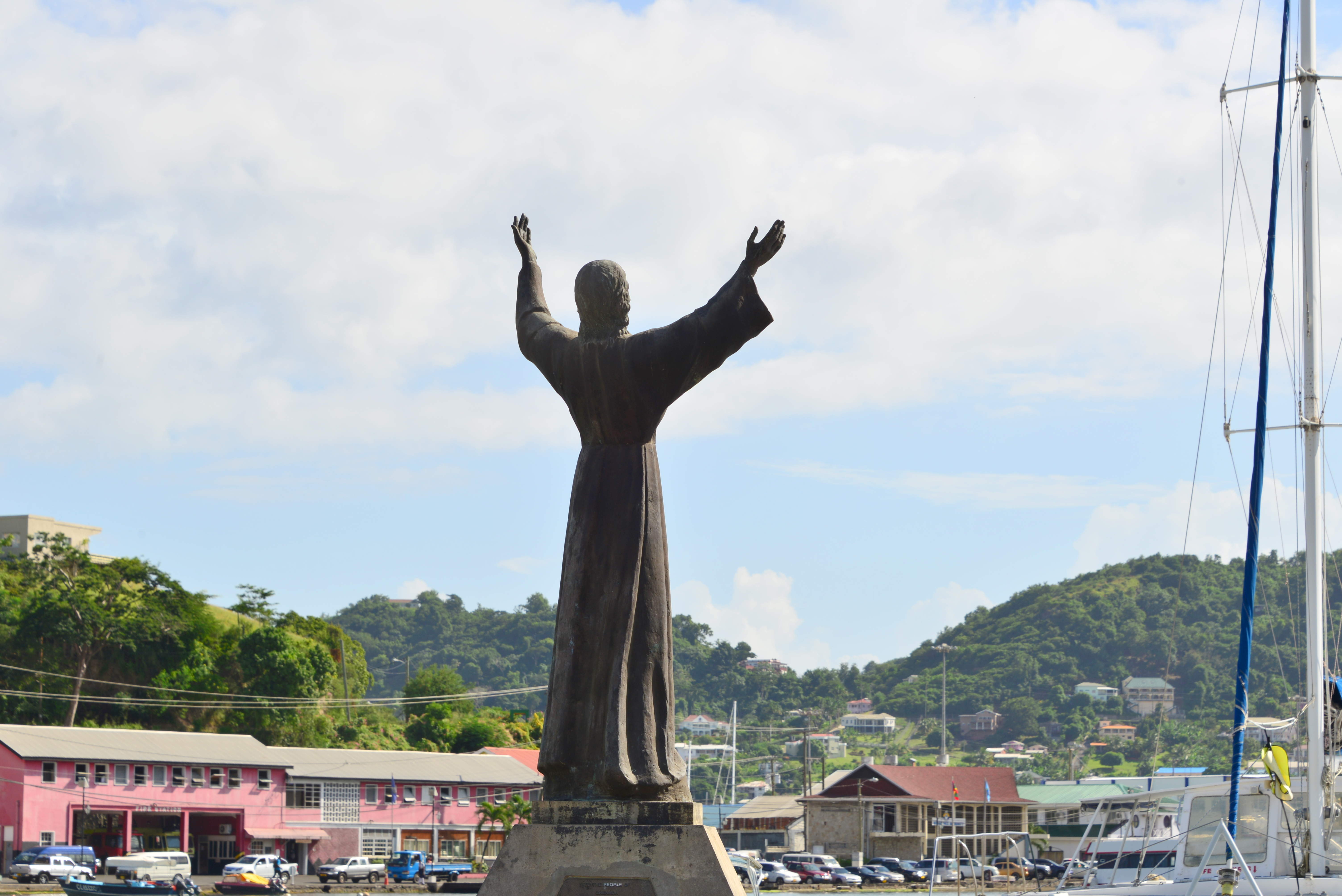
Estatua en St George's.

En la década de 1970, una empresa trinitense recuperó las hélices del Bianca C. y las vendió como chatarra. Como la parte superior del pecio del barco está a sólo unos 30 m (100 pies) de profundidad, los submarinistas pueden llegar hasta ella y a finales de los 80 y principios de los 90 algunos extrajeron partes del barco para venderlas como recuerdo. A finales de 1992 se arrancó el tercio posterior del barco, que empezó a deteriorarse rápidamente, aunque con sus 180 m (600 pies) de eslora sigue siendo el mayor pecio de la región. Costa Line regaló a Granada una estatua de bronce del Cristo del abismo en agradecimiento a la hospitalidad del país, y la estatua se encuentra en el Carenage que rodea el puerto de Saint George.
The Times nombró al Bianca C. uno de los diez mejores lugares del mundo para bucear entre pecios.